# فرار از طالبان
فرار از طالبان (به انگلیسی: Escape from Taliban) فیلمی محصول سال ۲۰۰۳ و به کارگردانی اوجال چاتوپادیایا است. در این فیلم بازیگرانی همچون مانیشا کویرالا، نواب شاه و علی خان ایفای نقش کرده‌اند.
این فیلم بر اساس کتابی نوشته سوشمیتا بنیرجی ساخته شده‌است، سوشمیتا بنیرجی در سال ۲۰۱۳ توسط طالبان کشته شد.